# کانتون بنتاناس
کانتون بنتاناس (به اسپانیایی: Ventanas Canton) یک منطقهٔ مسکونی در اکوادور است که در استان لوس ریوس واقع شده‌است.